# João Reinaux Cordeiro
João Carlos Reinaux Cordeiro (São Bento do Sapucaí, 5 de janeiro de 1958), mais conhecido como João Cordeiro, é um psicólogo, autor, palestrante e articulista brasileiro, especializado em Cultura organizacional, Liderança e Educação Corporativa.
Formou-se em Psicologia na Pontifícia Universidade Católica de Campinas, especializou-se em Marketing na Escola Superior de Propaganda e Marketing e em Gestão de Empresas na Fundação Getúlio Vargas, com cursos de especialização concluídos na Universidade de Michigan e na Disney University. É membro da NSA (National Speakers Association), da A.S.T.D. American Society for Training & Development e da I.A.F. International Association of Facilitators, ambas nos Estados Unidos.
Em 1984, fundou a Max Estratégias Humanas, em Campinas, e em 1988 transferiu a empresa para a cidade de São Paulo. Em 2008, sua nova empresa, a João Cordeiro, que realiza palestras e workshops no Brasil e no exterior, incorporou a Max, e hoje engloba também a Accountability Academy.
Na origem do conceito, a Accountability se refere à obrigação que membros de um órgão administrativo ou representativo têm de prestar contas a instâncias controladoras ou ao povo. João estendeu esse conceito à esfera pessoal, considerando a Accountability como uma virtude moral. Foi considerado "um evangelista da Accountability" por diversas publicações da área de educação corporativa ou voltadas para o ambiente de negócios.
A editora Évora publicou seus livros Accountability e Desculpability, ambos já em segunda edição. Seu próximo livro, Culturability, em parceria com Débora Zonzini, será lançado pela editora Alta Books, juntamente com nova edição dos dois primeiros.

### Desculpability
João Cordeiro identificou um comportamento ao qual chamou de "Desculpability", que consiste em recorrer a desculpas para escapar às responsabilidades. No modo Desculpability, as pessoas culpam os outros ou as circunstâncias por seus próprios erros. O livro Desculpability enfoca os diversos mecanismos pelos quais essas desculpas são criadas, e como eliminar essa atitude diante dos erros, num método aplicável por qualquer pessoa às próprias atitudes, tanto no âmbito pessoal como profissional.

### Livros
- Accountability - a evolução da responsabilidade pessoal (Évora, 2013)
- Desculpability - elimine de vez as desculpas e entregue resultados excepcionais (Évora, 2015)
- Culturability - cultura é o principal responsável pela performance das empresas (Alta Books, 2022)